# Орлики звичайні
Орлики звичайні, аквіле́гія, водозбір (Aquilegia vulgaris) — вид квіткових рослин родини жовтецеві (Ranunculaceae).

## Підвиди
Має численні підвиди:
- Aquilegia vulgaris subsp. ballii (Litard. & Maire) Dobignard
- Aquilegia vulgaris subsp. cossoniana (Maire & Sennen) Dobignard
- Aquilegia vulgaris subsp. dichroa (Freyn) T.E.Díaz
- Aquilegia vulgaris subsp. hispanica (Willk.) Heywood
- Aquilegia vulgaris subsp. nevadensis (Boiss. & Reut.) T.E.Díaz
- Aquilegia vulgaris subsp. paui (Font Quer) O.Bolòs & Vigo
- Aquilegia vulgaris subsp. vulgaris L.

## Опис
Трав'яниста рослина висотою 30-70 см. та шириною 50 см. Листя складне, складається з трьох листочків.
Квіти поодинокі або в цимозних суцвіттях, циклічні, актиноморфні, з подвійною оцвітиною.
Формула квітки:{\displaystyle \ast K_{5}\;C_{5}\;A_{\infty }\;G_{5-15}}.
Чашечка з п'яти довгастих, тупо загострених розпростертих чашолистків з відтягнутою верхівкою. Віночок з п'яти косолійковидних пелюсток — нектарників. Відгин пелюсток тупий або злегка виїмчастий, дещо коротший від тичинок; шпорка двічі коротша за відгин з гачкоподібно зігнутим кінчиком, що містить нектар, який захищений від дощових крапель та роси, оскільки квіти пониклі. Чашолистки і пелюстки рожеві, фіолетові, сині, червоні, рідше білі. Тичинок зазвичай 40, вони утворюють п'ятичленні кола, з довгими, трохи розширеними біля основи нитками. Між тичинками та маточками є десять (по п'ять у двох колах) плівчастих стаміноїдів зі складчастими краями. Маточок п'ять, рідко — більше, з довгими стиподіями і коротко опушеними зав'язями. Цвіте наприкінці травня - на початку червня. Плід — п'ятилистянка. Зрілі плодики з косими бічними жилками, голі або опушені, з майже прямими стилодіями. Насіння численне, чорне, блискуче.

## Поширення та середовище існування
У природі росте у Західній, Південній Європі та Скандинавії. Вид завезений у Північну Америку. В Україні розводять як декоративну рослину, іноді дичавіють. Надає перевагу легким чи середнім вологим ґрунтам. Може рости як на відкритому сонці так і в тіні.

## Практичне використання
Вирощується як декоративна рослина. Популярні сорти:
- Flore Pleno Black — до 80 см заввишки, квітки махрові темно-червоні, майже чорні;
- 'Granny's Bonnet' — квітки рожево-фіолетові махрові; махровість створюється за рахунок збільшення числа пелюсток віночка;
- Nivea — квітки синьо-фіолетові з білими смугами;
- 'Peachy Woodside' — кущі до 75 см, квітки персиково-рожеві, листя жовтуваті;
- 'Pom Crimson' — квітки махрові, буруваті з білим центром;
- 'Silver Edge' — квітки рожево-лілові, листя з білим краєм або цілком білуваті;
- Aquilegia vulgaris var. stellata ('Green Apples') — квітки білувато-зелені;
- 'Woodside Double' — квітки махрові, пурпурно-блакитні.
- Аквилегия звичайна 'Вінкі' ( Aquilegia vulgaris 'Winky'). Використовується не тільки для вирощування у відкритому ґрунті, але і в вазонів. Кущ компактний, висотою 35-50 см. Над щільною «подушкою» листя на міцних прямостоячих квітконосах букетом підносяться численні темно-рожеві, біло-фіолетові квітки (4,5-5,5 см в діаметрі). Квітки спрямовані вгору. Відрізняється високою зимостійкістю.
- Aquilegia vulgaris plena 'Ruby Port'. Висота рослини 90-110 см. Квітки махрові, діаметром до 4,5 см, темно-червоні[3].

## Галерея

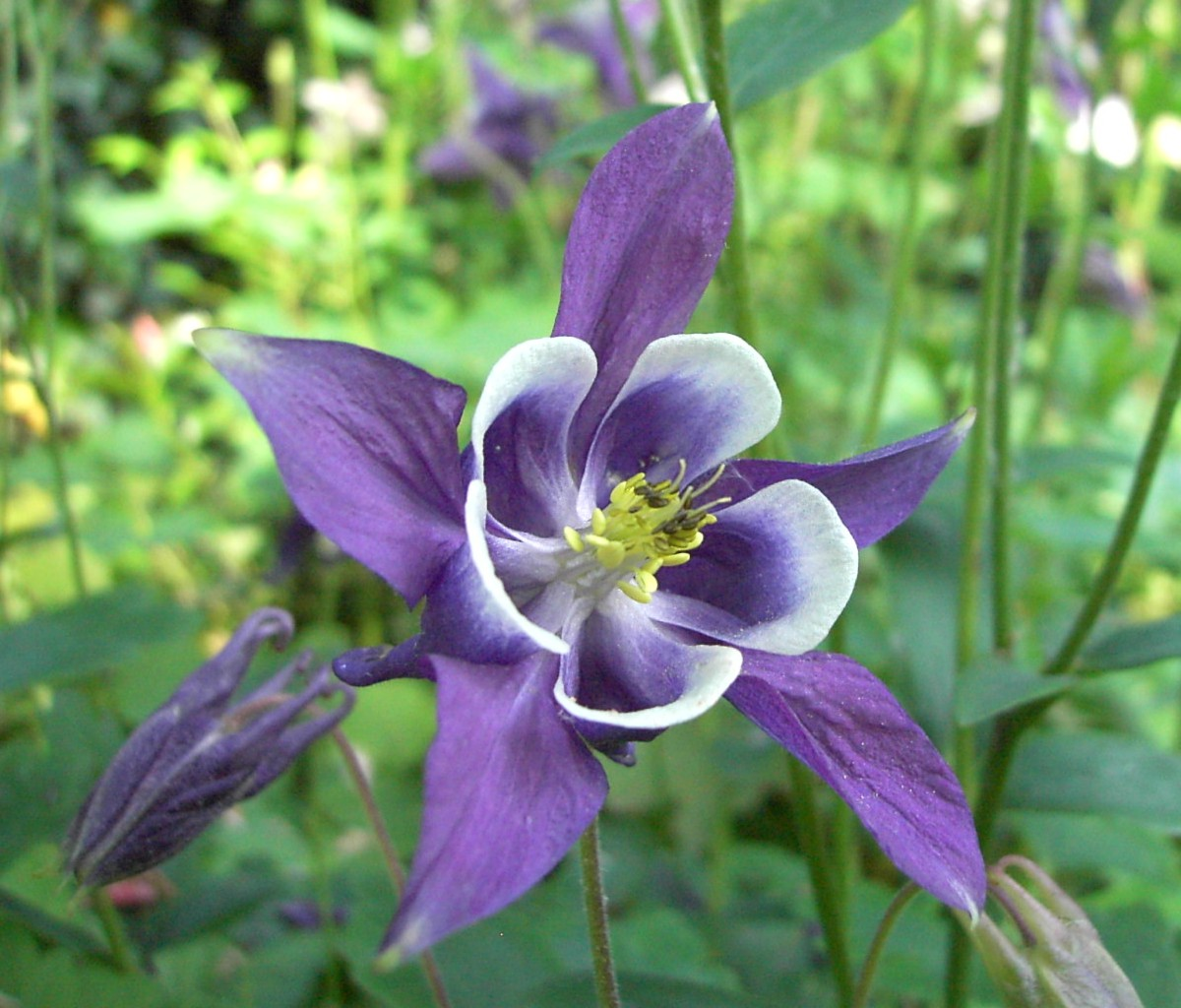
Квітка
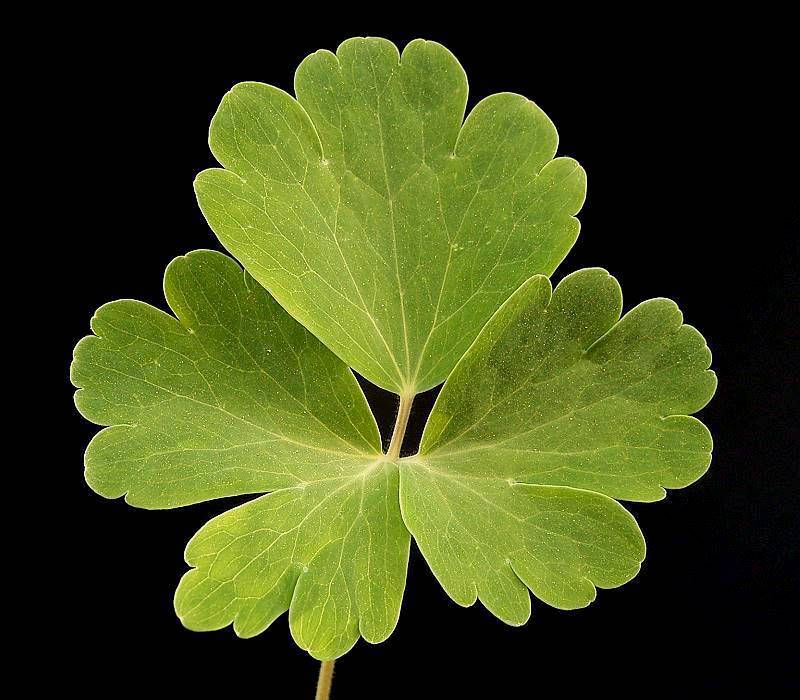
Листя близько землі
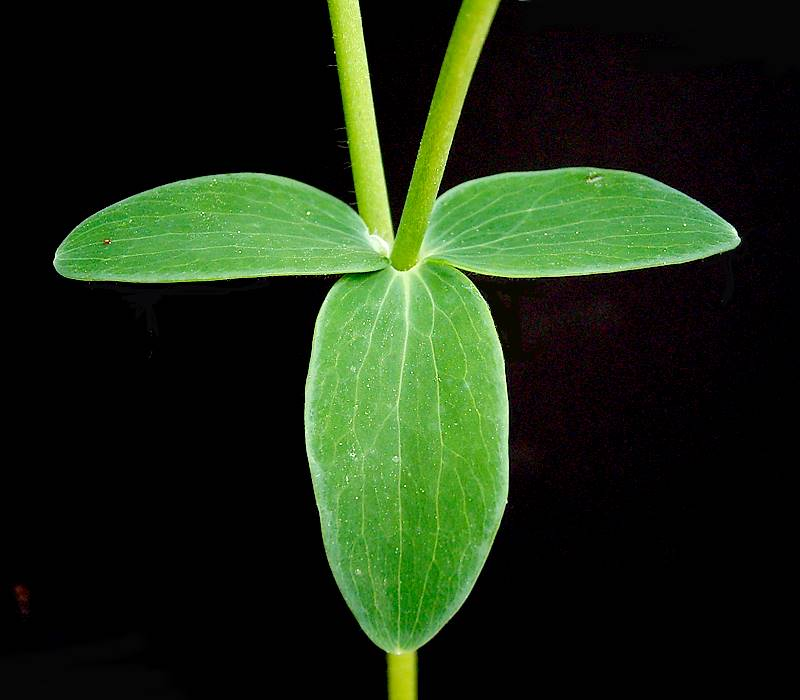
Листя на стеблі
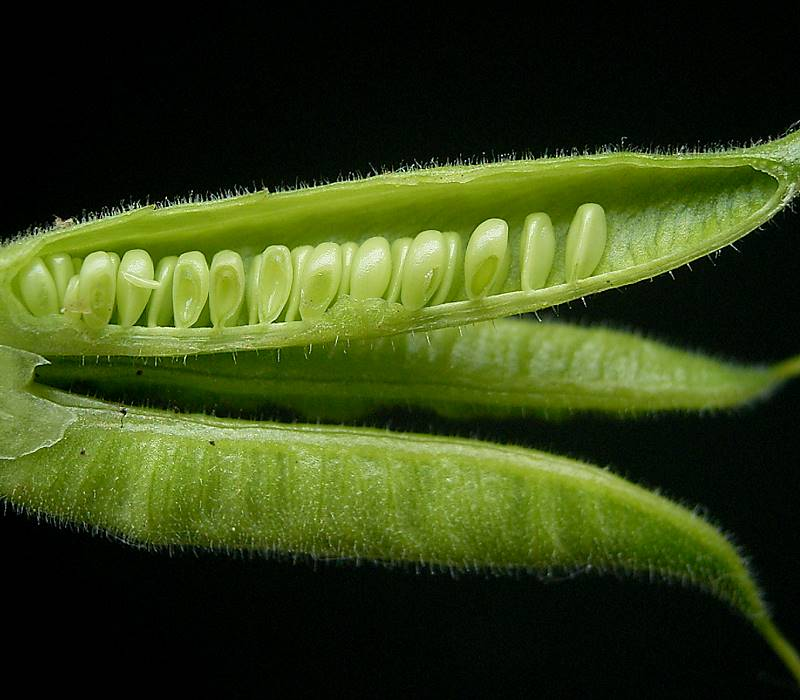
Плід
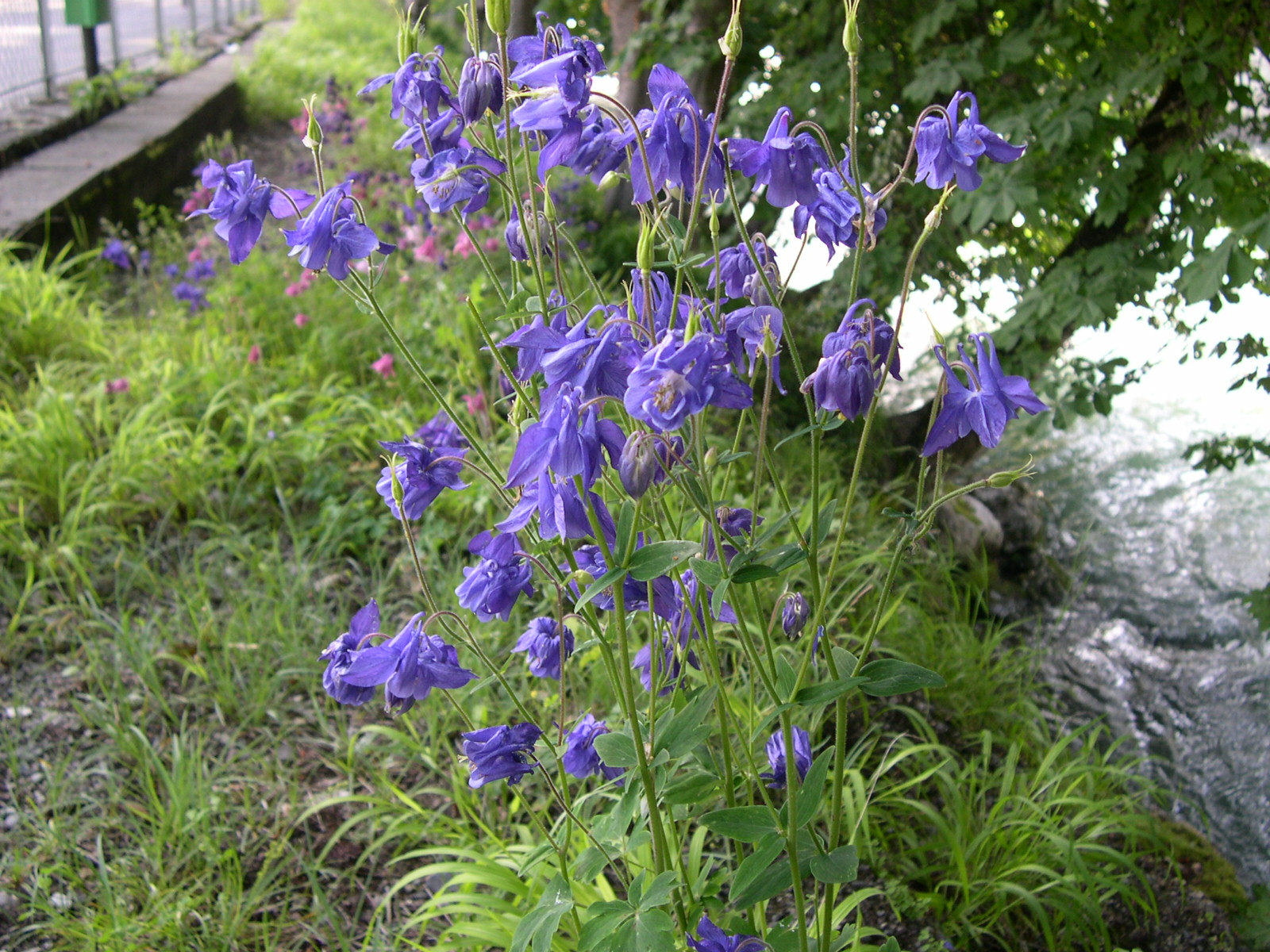
Загальний вид рослини
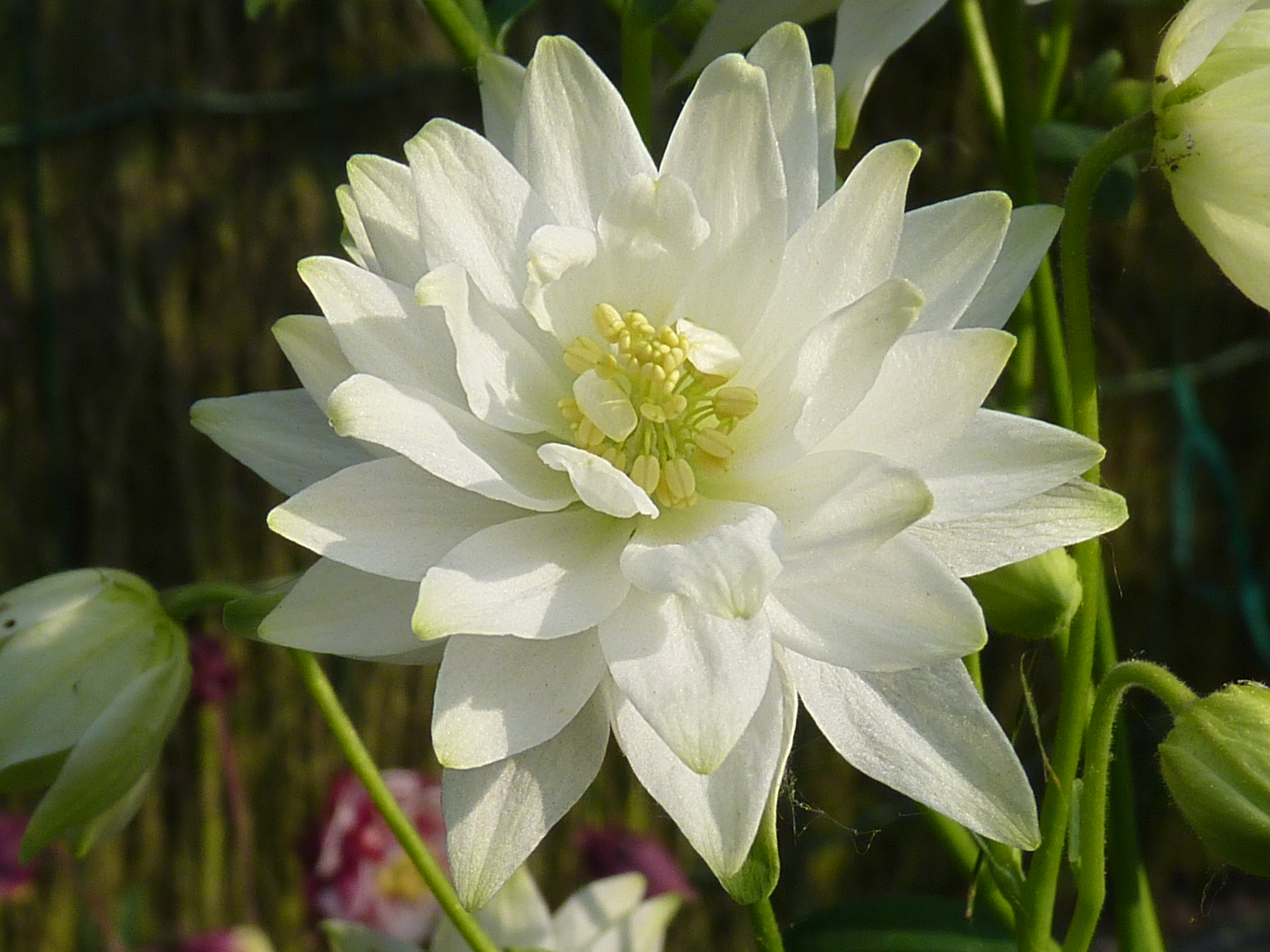
Сорт «Clementine White»
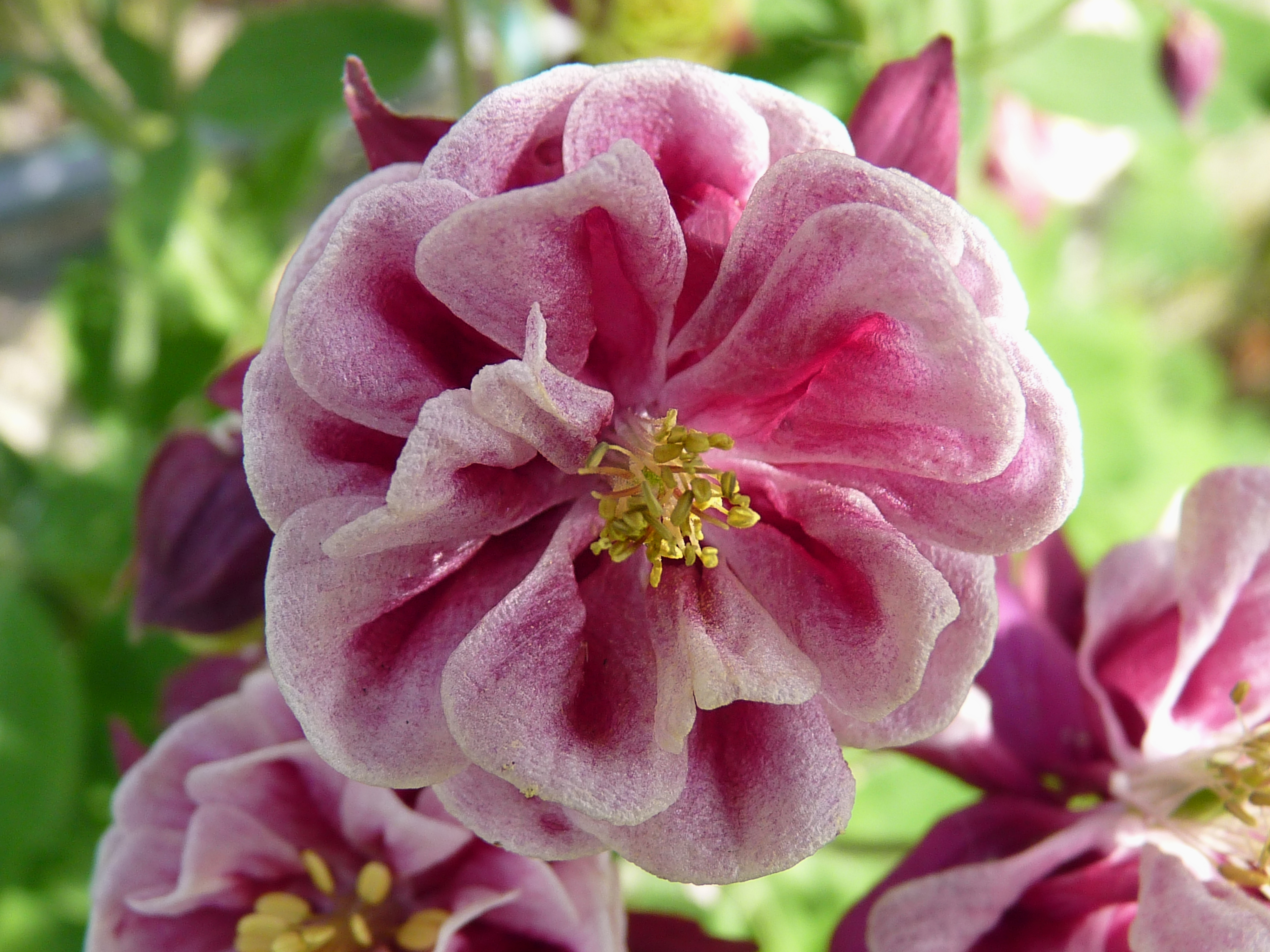
Сорт «Winky Red White Double»